# نوسیسلاو
نوسیسلاو (به چکی: Nosislav) یک منطقهٔ مسکونی در جمهوری چک است که در ناحیه برنو-تسوونتری واقع شده‌است. نوسیسلاو ۱۷٫۰۶ کیلومتر مربع مساحت و ۱٬۲۸۵ نفر جمعیت دارد و ۱۸۶ متر بالاتر از سطح دریا واقع شده‌است.